# 李邦華
李邦華（1574年—1644年），字孟闇，號懋明，江西吉安府吉水縣人，明末政治人物。

## 生平

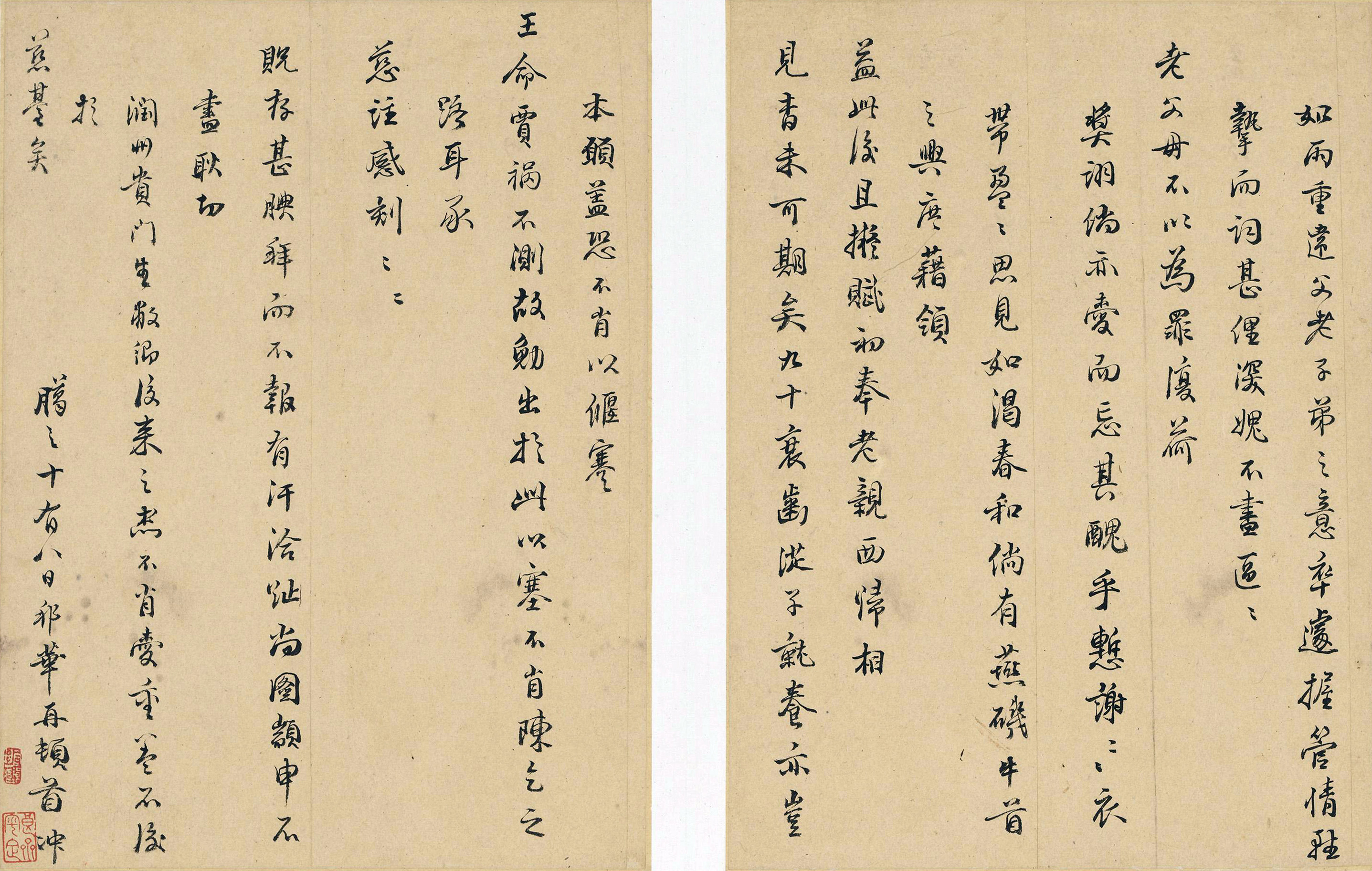
李邦华行书手札

生而早慧，受业於同里的東林黨元老邹元标，後於万历三十一年（1603年）与父李廷谏一起中式癸卯科江西乡试举人。万历三十二年（1604年），李邦華取得甲辰科第三甲进士，授泾县知县。任內，他實行常平社倉保甲諸法，在大災之年大舉賑濟救活六萬餘人，又濬水利、興學校、捐義田、靖劇盜，後經行取被朝廷擢升為山東道監察御史。當時朝士多詆毀顾宪成，邦华為之辯解，遂被指為东林黨人。期間，邦華奏陈法祖用人十事，但沒有得到萬曆帝回應。万历四十四年（1616年）以疾归里，那時候他老師邹元标被指為東林黨魁，李邦華為人好辨黑白是非而多得罪人，有朋友勸邦華應該要轉向奉承齊楚浙黨以避禍，邦華則回答說「寧為偏枯之學問，不作反覆之小人」，於是更加被人忌恨。万历四十五年（1617年），起為山東布政使司參議，遷光祿寺少卿。萬歷四十六年（1618年）五月，以病請辭下野。
天啟元年（1621年），滿洲女真崛起，遼東告急。二年（1622年），受東林黨人邹元标、方震孺推薦，朝廷先徵召李邦華為山東海右道參議，不久後累官至都察院右僉都御史、巡撫天津。當時天津軍鎮新立，庶務草創，李邦華到任後躬勘海道要害，極力整飭軍務，最終使得天津成為諸鎮之冠。任內山東正值徐鴻儒作亂，賊兵圍攻景州，李邦華成功用奇兵斬俘四千多人，升兵部右侍郎。後來楊漣等東林黨人被陸續逼害，李邦華也因閹黨懷疑他要和孫承宗清君側，因而被閹黨削籍。後來，李邦華被閹黨羅織列入《東林點將錄》之中，名為「地勇星病尉遲兵部右侍郎李邦華」。
崇禎元年（1628年）四月，起為工部右侍郎。不久在東林黨人瞿式耜推薦下，改兵部左侍郎協理戎政，任內曾經為死去的東林元老鄒元標請求賜葬贈廕。崇禎二年（1629年）四月改為兵部尚書，綜理京營戎政。李邦華一年進行兩次考察，成功“汰京軍虛冒者四千五十餘人”，又淘汰老弱千人，京軍缺非年壯力強者不再收錄；懲治了積猾貪污的掾史，每年節省京營不必要開支二十二萬石；任內又整頓器械、嚴打濫借軍馬，在他治下京營史稱「戎政大釐」、「營帑遂裕」。後來清兵入塞，史稱己巳之變，李邦華知道後親自捐錢造炮車及諸火器，又請命親自出守監軍。當時總督京營的襄城伯李守錡和李邦華不和，其他利益受損的小人亦怨怨邦華，因此當李邦華手下的京營炮兵不慎誤擊德勝門的滿桂友軍時，言官們便交章彈劾李邦華，最終李邦華被罷官而去。
崇禎十二年（1639年）四月，起用為南京兵部尚書，重定營制，汰不急之將。崇禎十五年（1642年）冬，改任都察院左都御史。崇禎十六年（1643年）三月抵九江，正好遇上左良玉潰兵，他聲稱缺乏糧餉打算要直接進入南京「寄糧」就食，南京文武官員皆大驚失色，百姓一晚之內逃跑數次。李邦華嘆道「中原安靜土，東南一角耳。身為大臣，忍坐視決裂，袖手局外而去乎」，於是寫信給左良玉責以大義，又權宜發九江庫銀十五萬及糧食六個月，單騎入左良玉軍中安撫慰勞兵士，左良玉及部下皆感動並誓言殺賊報國。崇禎帝聽聞後大喜，嘉獎了李邦華的舉動，當君臣面見時「溫語如家人」。。出任左都御使期間，他改進了御使出巡的制度，又罷黜了冒濫和貪污的御使，使得都察院官員自此「畏法」。
崇禎十七年（1644年）二月，李自成陷山西。李邦華請崇禎帝固守京師，未得反應。又曾經舉明成祖北征而留時任太子明仁宗留守南京為例，建議讓皇太子監軍南京，但同樣未得皇帝反應。不久後，又推薦袁繼咸、張國維、路振飛等「差有方略堪禦賊」，而史可法「饒忠膽，南方當耑委之」，但未得答覆。十八日，外城陷，逃至文信國公（文天祥）祠，十九日，內城亦陷，李邦華向文天祥的牌位三鞠躬，並說：“邦华死国难，请从先生于九泉矣。”又有詩曰：“堂堂丈夫兮圣贤为徒，忠孝大节兮誓死靡渝，临危授命兮吾无愧吾。”遂投繯而死。贈太保、吏部尚書，諡忠文。清朝時賜諡忠肅。

## 家族
出自唐忠武西平郡王李晟之后。祖父李秀，赠南京刑部浙江司主事。父李廷谏（1553年-1641年），字信卿，號文源，萬曆庚子舉人，甲辰授广德州学正，戊申迁国子博士，壬子量移大理评事，改南京刑部浙江司主事，晋郎中。以子李邦華贵，累封兵部尚书，阶资政大夫。生五子：长子李邦华；次李邦英，曲靖府推官；次李邦藻，邑诸生；次李邦著，拔贡生；次李邦蔚，邑廪生。